# 蘇丹娜葡萄
蘇丹娜葡萄（英語：Sultana）是一種白色或淡綠色的橢圓形無籽葡萄品種，也被稱為蘇丹娜、湯普森無籽（美国）、女士（英国）和橢圓形葡萄乾果實（伊朗、土耳其、巴勒斯坦地区）。